# Jackalas No 1
Jackalas No 1 – wieś w Botswanie w dystrykcie North East. Według spisu ludności z 2011 roku wieś liczyła 1093 mieszkańców.